# Томіліна Діана
Діа́на Томі́ліна (* 1979) — українська стрибунка у воду.

## З життєпису
Народилась 1979 року.
На Чемпіонаті світу з водних видів спорту 2013 року в Барселоні зайняла шосте місце в 20-метровому хай-дайвінгу.
На чемпіонаті світу-2015 у вправах з хай-дайвінгу посіла 10-те місце.